# Catharina van Dam-Groeneveld
Catharina Angenita (Kaatje) van Dam-Groeneveld (Leiden, 20 november 1887 – aldaar, 16 februari 2001) was van 14 augustus 1997 tot haar overlijden de oudste persoon in Nederland. Zij heeft deze titel 3 jaar en 186 dagen gedragen.

## Levensloop
Catharina Groeneveld werd op 20 november 1887 in Leiden geboren, waar ze haar hele leven zou blijven wonen. Ze groeide er op aan de Koolgracht in een arm gezin, maar was desondanks toch blij met wat ze had. Op 2 augustus 1911 trouwde ze met Jacob van Dam, met wie ze tien kinderen kreeg. Later zou ze haar huwelijk met van Dam beschrijven als het mooiste moment in haar leven; dieptepunten waren dan weer zowel zijn overlijden in 1958 als het overlijden van vier van haar kinderen.
Van Dam-Groeneveld leefde nog zeer lang in goede gezondheid, ook al gingen haar zicht en gehoor de laatste jaren van haar leven wel achteruit. In haar laatste levensjaar overleed bovendien nog een zoon van haar. In de laatste levensmaanden ging het haar echter ook geestelijk minder goed. Ze overleed uiteindelijk begin 2001 aan de gevolgen van een longontsteking op de leeftijd van 113 jaar en 88 dagen: toen een nieuw Nederlands record. Wereldwijd was ze de op zeven na oudste levende persoon.

## Oudste persoon in Nederland
Vanaf het overlijden van de 110-jarige Geertje Roelinga-de Groot (ze was toen zelf 109 1/2) tot aan haar eigen overlijden 3,5 jaar later was Van Dam-Groeneveld de oudste in Nederland. Ze was de eerste Nederlander die 112 jaar oud werd, en ook haar 113e verjaardag werd – zoals in elk jaar sinds 1987, haar 100e geboortejaar – een groot buurtfeest.
Ze werd na haar overlijden als oudste Nederlander opgevolgd door de toen 110-jarige Henny van Andel-Schipper.

## Oudste Nederlander aller tijden
Vanaf 9 december 1998 was Van Dam-Groeneveld de oudste Nederlander aller tijden. Dit record werd overgenomen van Christina van Druten-Hoogakker, die op 8 december 1987 was overleden op de leeftijd van 111 jaar en 18 dagen.
Bij haar eigen overlijden had Van Dam-Groeneveld het record inmiddels gebracht op 113 jaar en 88 dagen. Ze was toen een supereeuweling. Haar record als oudste Nederlander ooit werd op 26 september 2003 verbroken door voornoemde Van Andel-Schipper, die het uiteindelijk op 115 jaar en 62 dagen zou brengen toen ze bijna twee jaar later overleed, een record dat anno 2022 nog altijd staat.